# Шкробот Світлана Іванівна
Світлана Іванівна Шкробот (нар. 1955) — лікар-невропатолог вищої категорії, голова обласного товариства неврологів, доктор медичних наук (2002), професор (2003), завідувач кафедри неврології Тернопільського національного медичного університету імені І. Я. Горбачевського. Заслужений діяч науки і техніки України.

## Життєпис
З відзнакою закінчила лікувальний факультет Тернопільського державного медичного інституту у 1978 році. 

## Наукова діяльність
Керівник НДР кафедри «Клініко-діагностичні особливості перебігу неврологічних захворювань у хворих з вторинним остеопорозом» (2010—2012) та «Клініко-патогенетичні особливості захворювань центральної та периферичної нервової системи, розробка нових методів діагностики, лікування і реабілітації».

## Громадська активність
- член редакційної ради журналу «Міжнародний неврологічний журнал»[6];
- член редакційної ради журналу «Український неврологічний журнал»[7];
- член редакційної ради журналу «Психіатрія, неврологія та медична психологія»[8];
- член Американської асоціації неврологів (AAN) та Європейської асоціації неврологів (EAN)[9];
- член спеціалізованої вченої ради при НМАПО ім. П. Л. Шупика (2006-2013 рр.)[9]

## Наукові інтереси
Основні напрямки наукової діяльності: вивчення патогенезу, діагностики та лікування судинних захворювань нервової системи, розсіяного склерозу, неврологічних проявів остеохондрозу.
Заснувала вивчення колективом кафедри стану кісткової тканини у пацієнтів з поперековими болями при остеохондрозі хребта, з розсіяним склерозом, з дисциркуляторною енцефалопатією у ліквідаторів аварії на ЧАЕС, з наслідками перенесеного інсульту, алкогольній енцефаломієлополінейропатії. Були вивчені та проаналізовані патогенетичні зв'язки ураження кісткової тканини при деяких патологіях нервової системи.

## Наукові публікації
Автор більше 320 робіт, із них 2 підручників, співавтор 4 монографій, 2 методичних рекомендацій, 6 патентів, 2 інформаційних листів.